# Коморово (Гнезненський повіт)
Коморово (пол. Komorowo) — село в Польщі, у гміні Клецько Гнезненського повіту Великопольського воєводства.
Населення — 171 особа (2011).
У 1975-1998 роках село належало до Познанського воєводства.

## Демографія
Демографічна структура станом на 31 березня 2011 року:
|          | Загалом | Допрацездатний вік | Працездатний вік | Постпрацездатний вік |
| -------- | ------- | ------------------ | ---------------- | -------------------- |
| Чоловіки | 80      | 15                 | 58               | 7                    |
| Жінки    | 91      | 22                 | 53               | 16                   |
| Разом    | 171     | 37                 | 111              | 23                   |